# Hosackia alamosana
Hosackia alamosana là một loài thực vật có hoa trong họ Đậu. Loài này được Rose mô tả khoa học đầu tiên.